# Будинок Вінчестерів
Будинок Вінчестерів — це особняк №525 на Вінчестер-бульварі в місті Сан-Хосе, штат Каліфорнія, США, який колись був особистою резиденцією Сари Вінчестер. Вікторіанський особняк у стилі королеви Анни вирізняється своїми розмірами, архітектурою та відсутністю будь-якого генерального плану будівлі. Будинок Вінчестерів внесений до Національного реєстру історичних місць США. Нині він знаходиться у приватній власності та є туристичною пам'яткою.
З моменту початку його будівництва в 1886 році, під повсякденним керівництвом Сари Вінчестер, будівництво особняка тривало цілодобово, за деякими даними, без перерви, аж до її смерті 5 вересня 1922 р. Тоді робота була негайно припинена.  Будинок, як стверджували багато людей, переслідують привиди вбитих гвинтівками Вінчестера. 

## Історія
Після смерті чоловіка Сара Вінчестер, вдова Вільяма Вінчерстера, сина Олівера Вінчестера, винахідника знаменитої рушниці, успадкувала 20,5 млн. доларів США (еквівалентно 543 млн. доларів у 2019 році). Вона також отримала майже п'ятдесят відсотків власності компанії Winchester Repeating Arms Company. Цю спадщину жінка використала для фінансування будівництва. 
Відповідно до популярної легенди, після смерті свого чоловіка Сара була на аудієнції у медіума в Бостоні, який «поспілкувався з духом Вільяма». Дух покійного нібито повідомив, що нещастя Сари (смерть єдиної дочки незабаром після народження, відносно рання смерть чоловіка) пов'язані з тим, що на сім'ї лежить прокляття загиблих від рушниці, створеної батьком Вільяма. Щоб уникнути подальших проблем, жінка мусить спорудити особливий будинок, де духи не зможуть зашкодити їй. Прислухавшись до поради медіума, Сара придбала будинок на Західному узбережжі. 
Вона не користувалася послугами професіоналів, змінюючи будинок за власними планами, тому він містить певні особливості, такі як двері та сходи, які нікуди не йдуть, і вікна, що виходять на інші кімнати. Багато повідомлень пояснюють це її вірою в привидів. 
Будинок досягав семи поверхів, проте після землетрусу в 1906 році три верхні поверхи обвалилися. Однак власниця продовжила роботи, будинок став чотириповерховим, яким і залишається до теперішнього часу. 
Тут знаходяться приблизно 161 кімната, 950 дверей, 10 000 вікон, 40 сходів, 47 камінів, а також три ліфти.  Власність Вінчестер раніше становила близько 162 акри (66 га), але з тих пір маєток зменшився до 4,5 акрів (1,8 га) - мінімально необхідного для розміщення будинку та прилеглих господарських будівель. 
Після смерті Сари Вінчестер 5 вересня 1922 року усі її речі (крім будинку) були заповідані племінниці та особистому секретарю. Місіс Вінчестер у заповіті не згадала про особняк, і оцінювачі вважали будинок нікчемним через пошкодження, спричинені землетрусом, незавершену конструкцію та непрактичний характер. Його продали на аукціоні місцевому інвестору за понад 135 тис. доларів, а згодом здали в оренду на 10 років Джону та Мейм Браун , які пізніше придбали будинок. У лютому 1923 року особняк був відкритий для відвідувачів.

## Згадки в мистецтві
- Будинок Вінчестера став натхненням Уолта Діснея для особняка з привидами в парках Діснея
- У 2009 році режисер Марк Аткінс зняв фільм «Примари будинку Вінчестерів», дія якого відбувається в горезвісній будівлі.
- У 2006 році згадують в аніме Ghost Hunt.
- У романі Шерлі Джексон «Привид будинку на пагорбі» згадується як будинок, схожий за плануванням із будинком, що описується у романі.
- У квітні 2016 року Dark Horse Comics випускає міні-серію хоррор-коміксу House of Penance, під авторством Пітера Томасі й Ієна Бертрама. Комікс розповідає про процес перебудови будинку Сарою Вінчестер.
- Будинок таємниць Вінчестера був представлений у 100-му епізоді Американської історії жахів.

## Ресурси Інтернету
- Вікісховище має мультимедійні дані за темою: Будинок Вінчестерів
- Будинок Вінчестерів. Інформаційна система географічних назв, Геологічна служба США (USGS).
- Будинок Вінчестерів [Архівовано 9 березня 2008 у Wayback Machine.](англ.)
- Winchester Mystery House website [Архівовано 30 січня 2016 у Wayback Machine.]
- View KPIX-TV's 1960 documentary about the house, narrated by Lillian Gish. [Архівовано 5 січня 2016 у Wayback Machine.]
- Video Tour and Historic Documentary of The Winchester Mystery House [Архівовано 24 березня 2016 у Wayback Machine.] from YouTube
- The History of One of America's Most Haunted Houses by Troy Taylor
- Santa Clara County: California's Historic Silicon Valley, a National Park Service Discover Our Shared Heritage Travel Itinerary [Архівовано 27 травня 2010 у Wayback Machine.]
- The Mystery House [Архівовано 4 березня 2016 у Wayback Machine.] featured on Good Morning America